# Wyższe Seminarium Duchowne w Drohiczynie
Wyższe Seminarium Duchowne w Drohiczynie – seminarium duchowne diecezji drohiczyńskiej Kościoła rzymskokatolickiego.

## Historia
Seminarium nawiązuje do tradycji Wyższego Seminarium Duchownego w Pińsku, co wynika z genezy diecezji drohiczyńskiej, powstałej głównie z terenu diecezji pińskiej, który znalazł się w 1945 w granicach Polski. Utworzenie seminarium nastąpiło w 1951 na mocy dekretu administratora apostolskiego diecezji w Drohiczynie ks. infułata Michała Krzywickiego. Do 1957 było ściśle złączone z seminarium w Siedlcach. Do 1991 spośród alumnów seminarium święcenia kapłańskie otrzymało 100 kandydatów.
W roku akademickim 2019/2020 w seminarium formację odbywało 14 alumnów. W roku akademickim 2021/2022 seminarium kształciło 9 kandydatów do kapłaństwa. W roku akademickim 2022/2023 kształciło 8 kandydatów. 

## Rektorzy
- 1952–1956: ks. dr Franciszek Szajda
- 1957–1988: ks. dr hab. Władysław Hładowski
- 1988–2003: ks. dr Janusz Łoniewski
- 2003– 2024 ks.prof.dr hab. Tadeusz Syczewski[6][7]
- od 2024 ks. dr Jarosław Przeździecki[8][9]

## Wybrani wykładowcy
- bp Jan Chrapek
- abp Andrzej Dzięga
- ks. Władysław Hładowski[6]
- bp Tadeusz Pikus
- ks. Zbigniew Rostkowski
- ks. Marcin Składanowski[10]

## Absolwenci
- ks. Zbigniew Rostkowski
- ks. Paweł Rytel-Andrianik
- ks. Marcin Składanowski